# Black Mask 2: City of Masks
Black Mask 2: City of Masks (em Portugal:  Black Mask 2 - A Cidade das Máscaras / no Brasil: Máscara Negra 2) é um filme de ação de Hong Kong, lançado em 2002, dirigido por Tsui Hark. O filme é uma sequência de Black Mask de 1996, estrelado por Jet Li. Andy On assumiu o papel de Máscara Negra quando o ator original Jet Li optou por não retornar. O filme também foi estrelado por Tobin Bell, Jon Polito, Tyler Mane, Rob Van Dam, Traci Lords e Scott Adkins. O diretor de ação foi Yuen Woo-ping.

## Visão geral
Black Mask 2 é a sequência de Black Mask de 1996, que foi baseado no manhua de mesmo nome de Li Chi-Tak. No entanto, além do personagem principal, o filme não tem qualquer relação com a história do filme original e segue o Black Mask tentando encontrar uma cura para seus poderes de supersoldado, tudo enquanto é rastreado por seu criador, um cérebro gigante (um detalhe em desacordo com o filme original). O filme também assume o tom de um filme de super-herói fantástico, sendo ambientado em uma cidade futurística, com um enredo envolvendo parar uma bomba de DNA mutante e colocar o personagem principal contra um grupo de lutadores profissionais híbridos humano-animal.
Ao contrário do filme original, que era em cantonês e depois dublado para o inglês, Black Mask 2 foi predominantemente produzido em inglês. O filme foi lançado posteriormente dublado em cantonês em Hong Kong em 2003, com Andy Lau sendo apresentado como narrador da versão de Hong Kong.
Assim como no filme anterior, Black Mask usa uma uma máscara domino e um boné de chofer no mesmo estilo de Kato, interpretado por Bruce Lee na série de televisão O Besouro Verde.

## Enredo
Kan Fung escapou das garras da organização responsável por suas habilidades sobre-humanas. Ele planeja encontrar qualquer geneticista que seja capaz de curá-lo. Enquanto isso, ele decidiu usar seus poderes para o bem maior, chamando a si mesmo de Máscara Negra. Lang, outro membro do alto escalão da organização, foi contratado para encontrar Máscara Negra e matá-lo.
O promotor de luta livre King está se preparando para um grande evento e tem seus melhores lutadores Claw, Iguana, Chameleon, Snake e Wolf prontos para a batalha. No entanto, quando o lutador Hellraiser (nome verdadeiro Ross) é atacado por Iguana, que passa por uma transformação radical em um híbrido iguana-humano, Máscara Negra vem em seu socorro. Ross fica gravemente ferido e Máscara Negra persegue Iguana até uma torre próxima. Quando Iguana cai, Máscara Negra segura sua mão na esperança de que ele possa ajudá-lo. Iguana se liberta das garras de Máscara Negra e cai para a morte. Um Camaleão angustiado, que era namorada de Iguana, testemunha os restos mortais de Iguana voltando à sua forma humana. É logo revelado que os lutadores foram experimentados sob o comando do Dr. Moloch, que deu aos lutadores DNA animal para aprimorar suas habilidades. No entanto, eles logo descobrem que o DNA animal lhes deu a capacidade de sofrer transformações como híbridos de animais. Eles agora pretendem usar suas novas habilidades para rastrear Máscara Negra e matá-lo para vingar Iguana. O Camaleão, cujo corpo pode se misturar ao ambiente, fica rebelde, tira as roupas para que ela possa se mover totalmente invisível e espreita Máscara Negra de forma vingativa.
Enquanto isso, Máscara Negra encontrou o geneticista que pode ser capaz de curá-lo, Dr. Marco Leung. Ele faria ligações anônimas para ela. Enquanto isso, Máscara Negra torna-se amigo de Raymond, o filho mais novo de Ross que idolatra tanto seu pai quanto Máscara Negra. Quando Máscara Negra briga com o Camaleão invisível, ele recebe uma dose de DNA animal de Moloch. Isso o transforma em um híbrido de tigre, o que lhe dá a força para lutar contra o Camaleão. Localizando a Dra. Leung, Máscara Negra a avisa sobre o DNA e pede sua ajuda. Ela descobre um componente químico que pode ser a chave para curar o DNA animal de Máscara Negra. Esgueirando-se, Máscara Negra tem outra briga com os lutadores, mas consegue encontrar a substância química necessária para a cura animal. Completamente curado de pelo menos seu DNA animal, Máscara Negra descobre que seu antigo inimigo Lang incapacitou Moloch e plantou uma bomba que tem a capacidade de mudar o DNA em toda a cidade. Máscara Negra enfrenta todos os lutadores, assim como o chefe de Lang, General Troy.
Enquanto confrontava um Camaleão quase invisível, Máscara Negra finalmente revela como Iguana realmente se matou e que ele tinha a intenção de ajudá-lo. Máscara Negra confronta Chameleon com o que ela já sabe, que é que ela é incapaz de se controlar e que seu corpo irá eventualmente desaparecer, deixando-a invisível para sempre. Sentindo remorso e lembrando-se de sua humanidade, Camaleão interrompe seu ataque, fica semivisível e se retira. Camaleão depois embosca Thorn, um dos lutadores, totalmente invisível, roubando a bomba que ele carrega e passando-a para Máscara Negra. Camaleão então se lembra de como Iguana morreu, decide que ela nunca vai desaparecer e pula para a morte, conseguindo impedir que seu corpo desapareça completamente.
Finalmente, Lang assume a Máscara Negra. No início, Lang tem a vantagem, mas Máscara Negra derrota Lang com sucesso e impede a explosão da bomba. No dia seguinte, o Dr. Leung recebe um telefonema de Kan Fung. Ela sai do laboratório e sobe na garupa da motocicleta de Kan, o que implica que ela finalmente o curou de suas habilidades sobre-humanas originais.

## Elenco
- Andy On... Kan Fung / Máscara Negra
- Tobin Bell... Moloch
- Jon Polito... King
- Teresa Herrera... Marco (como Teresa Maria Herrera)
- Tyler Mane... Thorn
- Andrew Bryniarski... Iguana
- Scott Adkins... Dr. Lang
- Rob Van Dam... Claw
- Sean Marquette... Raymond
- Oris Erhuero... Wolf
- Robert Allen Mukes... Snake (como Robert Bonecrusher Mukes)
- Michael Bailey Smith... Ross
- Traci Lords... Chameleon (como Traci Elizabeth Lords)
- Silvio Simac... Troy
- Blackie Ko Shou Liang... Sergeant (como Ko Shou Liang)